# Някога...някъде...
„Някога...някъде...“ е български телевизионен филм от 1996 година на режисьора Димитър Шарков. Сценарист Румен Николов, оператор Симеон Симов. Музиката във филма е Стефан Димитров, а художник е Диана Русева.

## Сюжет
Двама творци - поет и композитор - трябва заедно да създадат детски мюзикъл, който да стане световен хит. Но съдбата ги отвежда, вместо на лазурния морски бряг, в малко затънтено село.
Там попадат в безброй абсурдни ситуации, които ги вдъхновяват за ново творчество.

## Актьорски състав
| Роля | Изпълнител         |
| ---- | ------------------ |
|      | Ивайло Христов     |
|      | Иван Петрушинов    |
|      | Стоянка Мутафова   |
|      | Нона Йотова        |
|      | Кръстю Лафазанов   |
|      | Коста Карагеоргиев |
|      | Иво Огнянов        |
|      | Димитър Георгиев   |
|      | Моню Монев         |
|      | Стойо Мирков       |
|      | Поли Генова        |